# Leptura quadrifasciata
Leptura quadrifasciata là một loài bọ cánh cứng trong họ Cerambycidae.

## Hình ảnh

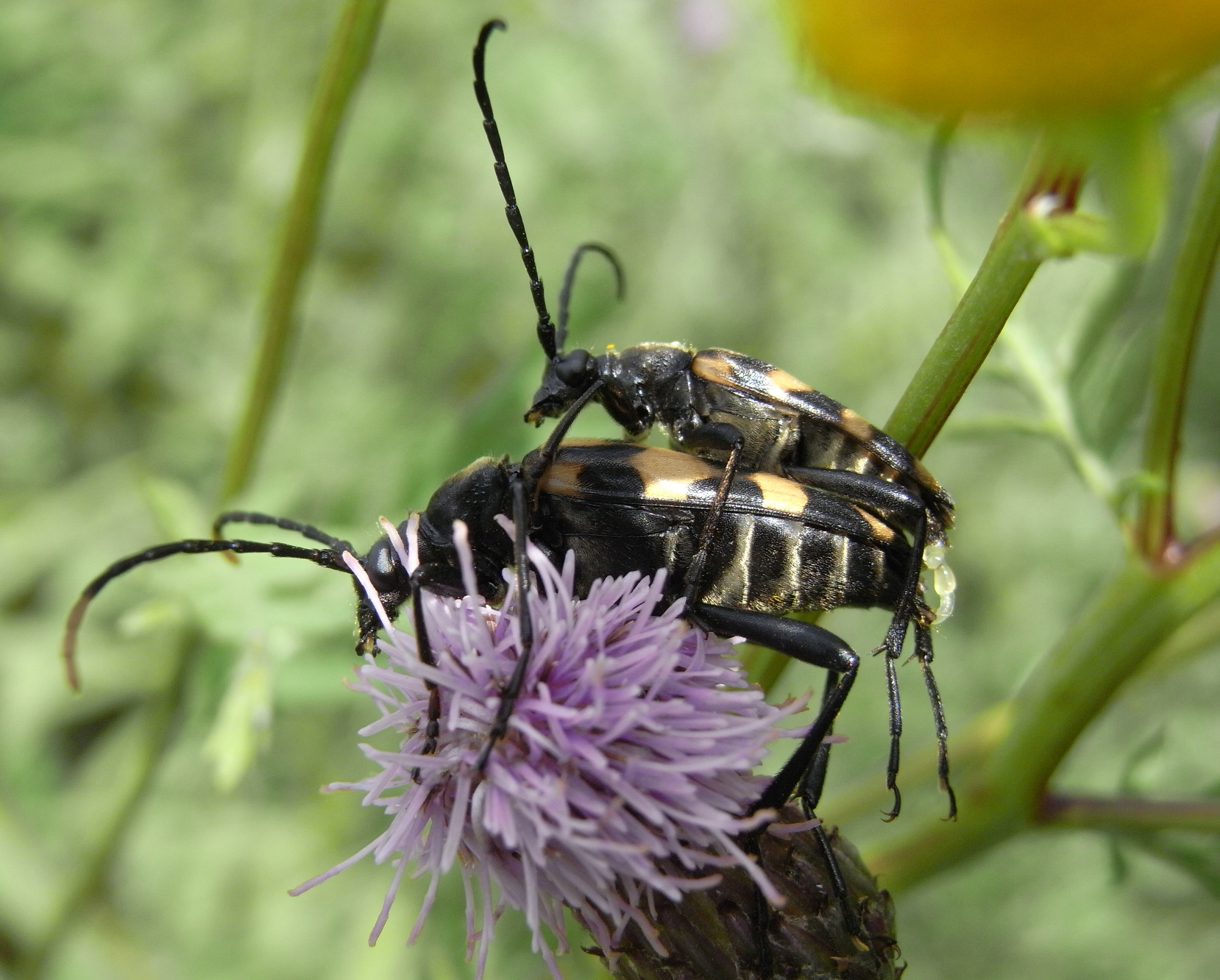
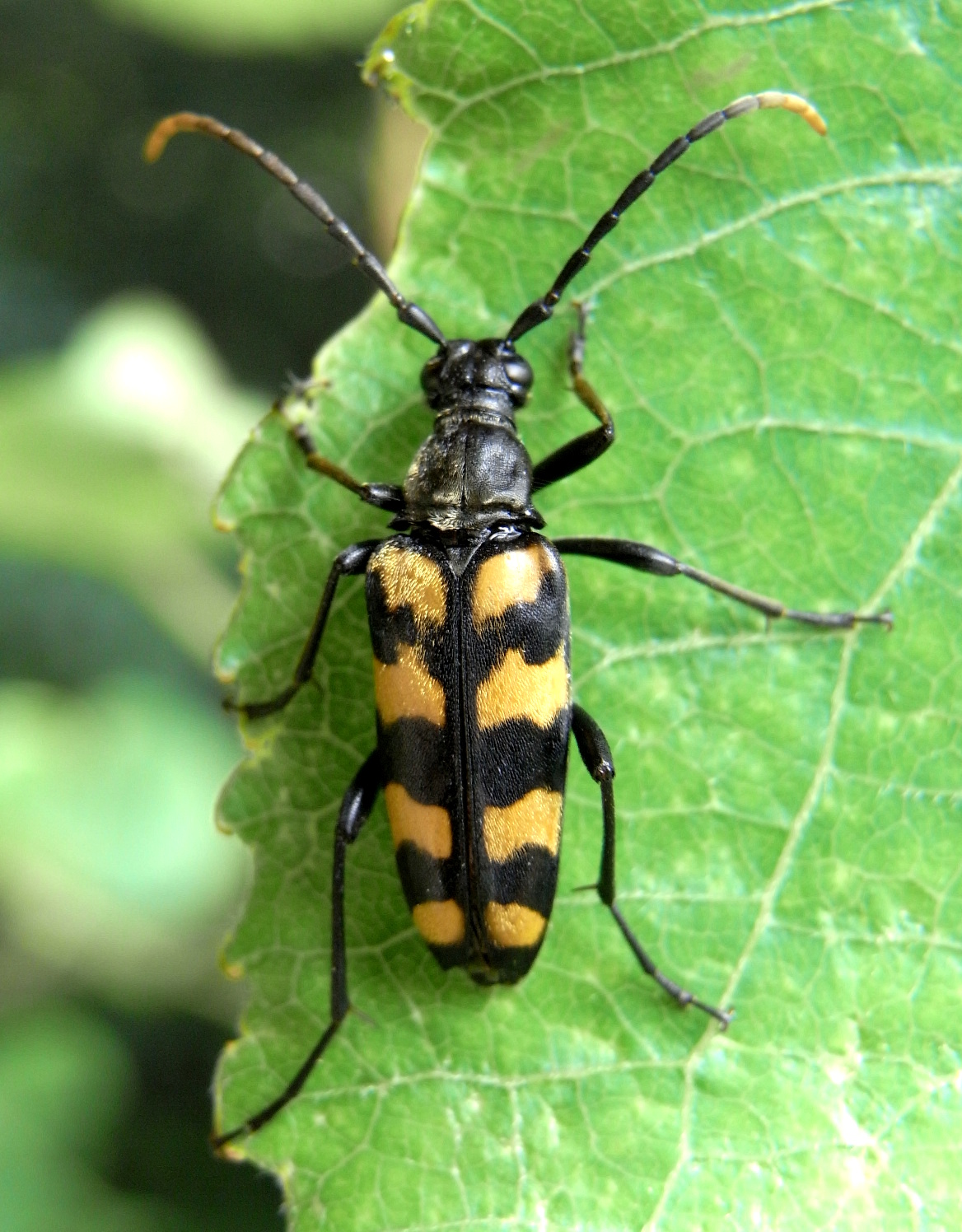
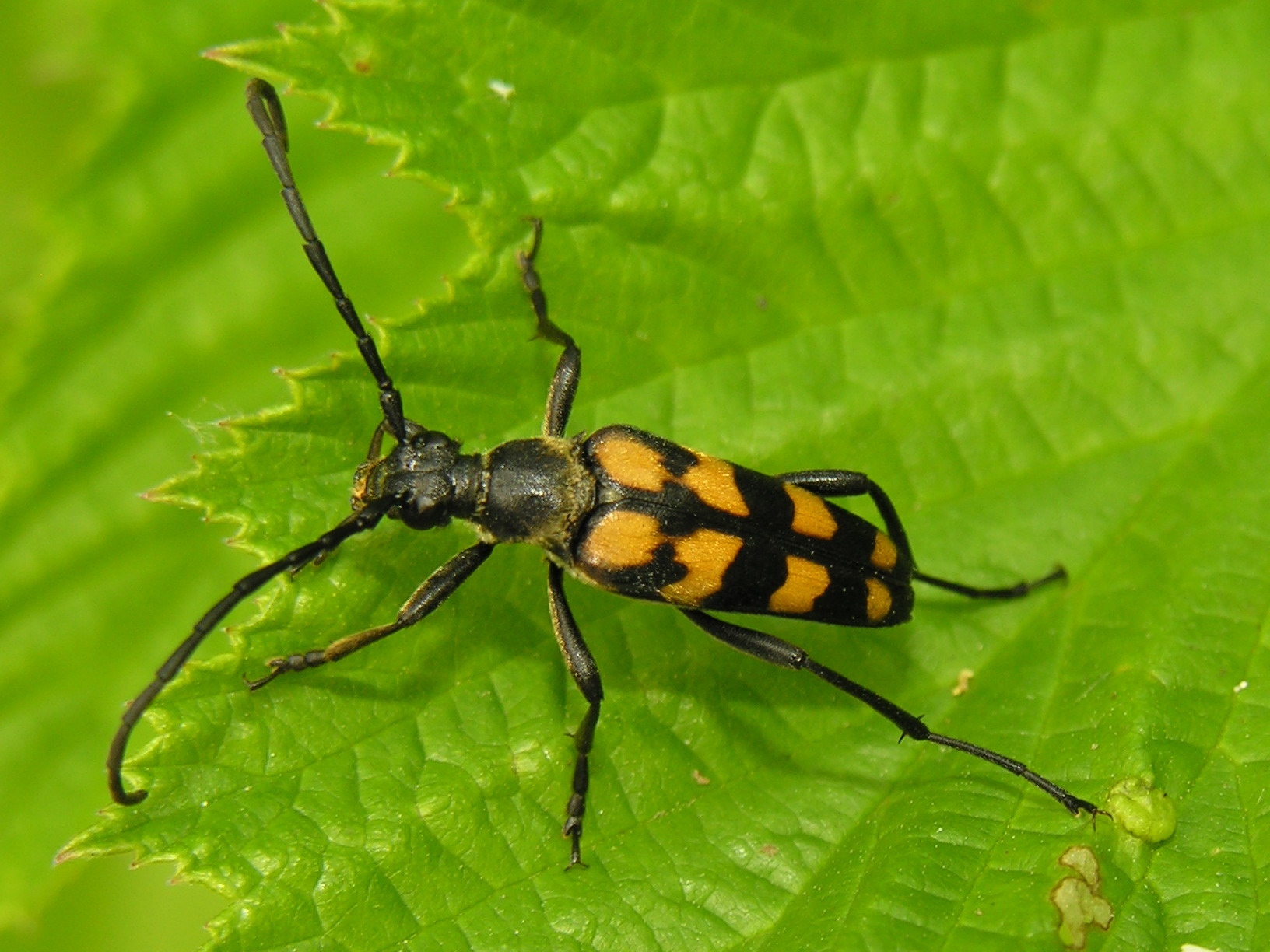
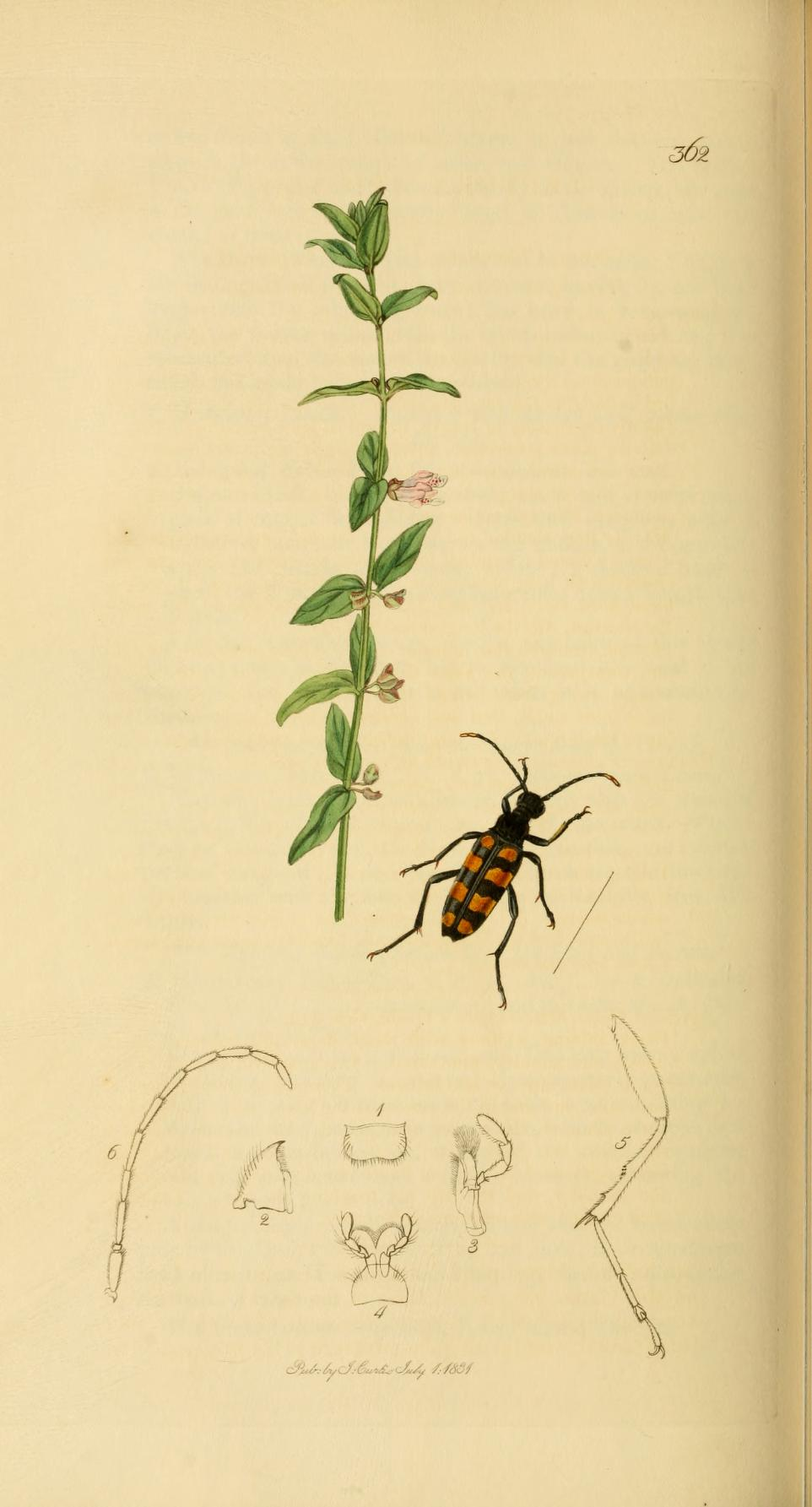